# Caorso
Caorso (Caurs in dialetto piacentino) è un comune italiano di 4 804 abitanti della provincia di Piacenza in Emilia-Romagna. Situato nella pianura della bassa piacentina, dista 14 km da Piacenza e 16 da Cremona. Dal giugno 2007 è stato riconosciuto dalla regione Emilia-Romagna Comune Turistico per alcune peculiarità artistiche ed ambientali del territorio.

## Geografia fisica
Il comune di Caorso si trova interamente nella pianura Padana ed è bagnato dal fiume Po e dai torrenti Nure, Chiavenna, entrambi affluenti del Po, e Riglio, affluente del Chiavenna.

## Origini del nome
Esistono varie ipotesi riguardo all'origine del toponimo Caorso: la prima lo vuole originario dal latino Caput Orsi o Caput Ursi (testa d'orso), a prova della possibile ascendenza romana del borgo. Non è, peraltro, chiaro se il toponimo derivasse dalla somiglianza del luogo con una testa d'orso oppure dalla presenza di immagini raffiguranti, per l'appunto, la testa di un orso. Al contrario, lo storico Andrea Corna fa discendere il toponimo da Ursilia.
Infine, secondo una leggenda, il nome Caorso discende dalla fondazione del paese, avvenuta nell'820 per opera delle due sorelle del vescovo di Piacenza, Orsa ed Imelde: il luogo si sarebbe chiamato Cà dell'Orsa, poi contratto in Caorso, dal nome di una delle due sorelle.

## Storia
Teatro di insediamenti umani sin dal Neolitico e posto sulla romana via Postumia, i primi documenti ufficiali relativi alla zona di Caorso sono due atti di vendita e di donazione di porzioni di territorio limitrofe al torrente Nure risalenti alla prima parte del IX secolo.
Nell'alto Medioevo la zona è assoggettata all'abbazia di Nonantola e, in seguito, al monastero di Santa Giulia di Brescia. Nell'XI secolo la zona è parte del comitato Aucense, parte di una più ampia zona compresa tra il Po, il Taro e i primi rilievi appenninici in cui si era insediato attorno all'anno mille il marchese Adalberto degli Obertenghi, già capitano delle milizie imperiali.
Nel 1183 viene edificato un fortilizio nella zona di Roncarolo, sulle rive del fiume Po, con la duplice funzione di difesa da possibili attacchi dalla sponda opposta e di controllo del transito lungo il fiume.
Secondo il cronista piacentino Giovanni Codagnello, risale al 1205 la costruzione di un castello a Caorso ad opera dei piacentini come opera di difesa contro gli attacchi provenienti da settentrione, specialmente da Cremona. Nel 1214, poi, Caorso è occupato e distrutto ad opera delle truppe cremonesi. Nel 1258 la rocca caorsana ospita le truppe di Oberto Pallavicino, costretto a scappare da Piacenza ad opera di Alberto Fontana.
Seconda la tradizione, Caorso potrebbe essere stato toccato da San Rocco, poi diventato copatrono del paese, durante i suoi viaggi, prima di giungere a Piacenza, soggiornando in un'abitazione, conosciuta da quel momento come la casa di san Rocco.
Il 7 aprile 1385 Ottone Mandelli, membro di una famiglia di origine lombarda che vantava tra i suoi membri diversi podestà di Piacenza e che aveva svolto un importante ruolo nella cattura di Bernabò Visconti, ottiene, da parte del duca di Milano Gian Galeazzo Visconti, nipote di Bernabò, il feudo caorsano.
Dopo essere stato assegnato a Manfredo Scotti nel 1414 da parte di Sigismondo di Lussemburgo nel 1421 il feudo di Caorso, ritornato al duca di Milano, viene di nuovo concesso alla famiglia Mandelli, alla quale venne poi confermato nel 1422 dal duca di Milano Filippo Maria Visconti e, ancora, nel 1450 da Francesco Sforza, che concede anche il titolo di conte.
Nel 1522 la rocca caorsana è assediata dai francesi di Francesco I i quali, tuttavia desistono dal loro intento a causa della forza della locale guarnigione. Nel 1602 Ranuccio I Farnese concede a Francesco Gandini la terza parte della rocca e del feudo di Caorso, alcuni anni più tardi, nel 1635 il marchese Francesco Serafini ottiene da Odoardo I Farnese tutti i beni precedentemente appartenuti alla famiglia Mandelli. Alla morte di Serafini, avvenuta nel 1688, i beni ritornano nelle dipendenze dei Mandelli grazie al riscatto operato dal conte Antonio Mandelli.

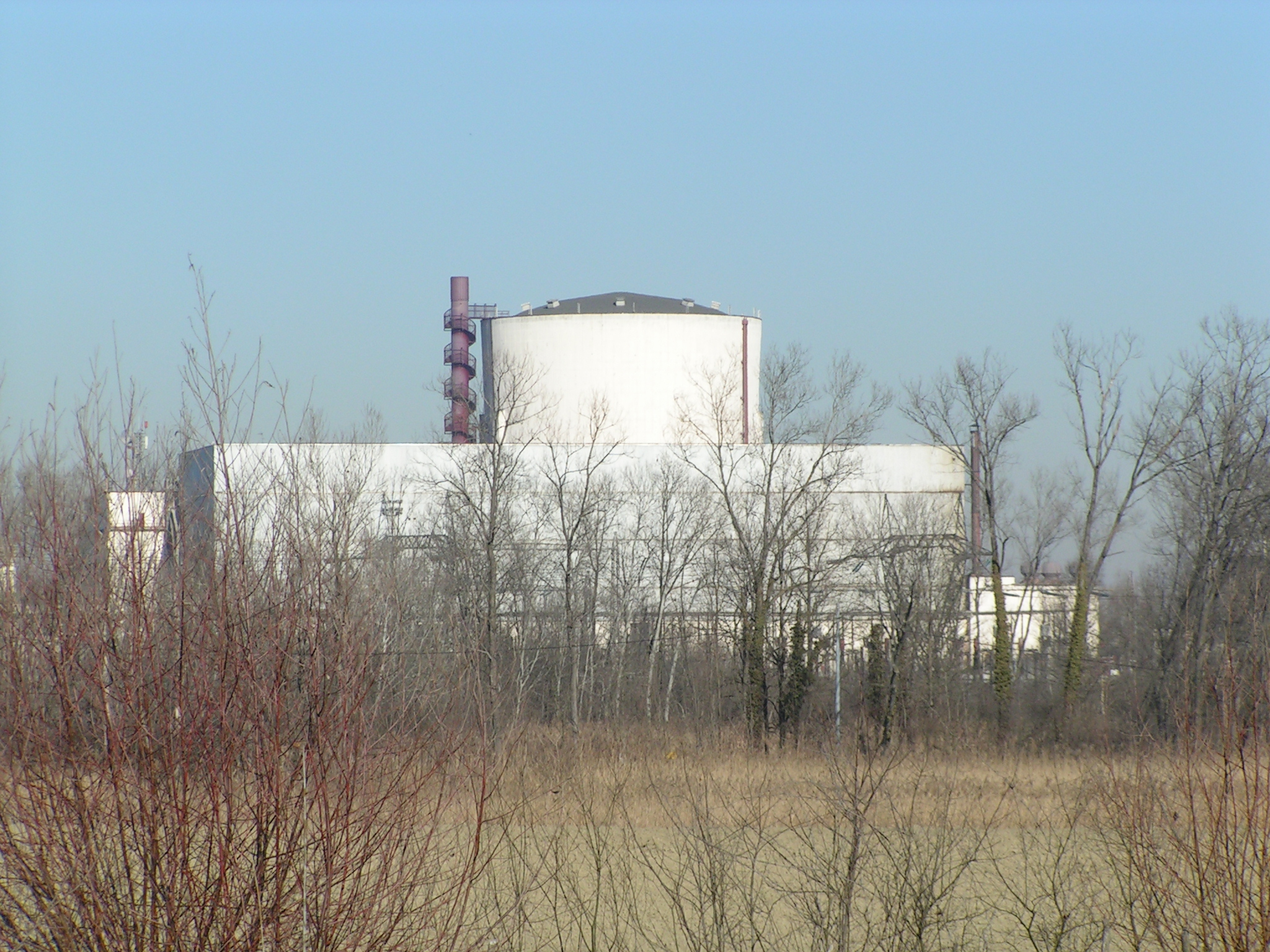
La centrale nucleare

La presenza della famiglia Mandelli a Caorso continua fino al 1827 quando muore il marchese Bernardino Mandelli, lasciando tutti i suoi averi agli Ospizi Civili.
Negli anni settanta del Novecento viene avviata la costruzione, in un'area golenale nei pressi della frazione Zerbio, di una centrale nucleare, la più grande in Italia. Terminata la costruzione, la centrale inizia a produrre energia elettrica nel dicembre 1981. Interrotta la produzione nell'ottobre 1986 per consentire la ricarica del combustibile, in seguito ai referendum sul nucleare del 1987, la produzione non viene più ripresa. L'impianto, divenuto di proprietà della SOGIN, è stato poi avviato allo smantellamento.

### Simboli
Lo stemma comunale presenta due leopardi su sfondo rosso. Il gonfalone presenta lo stesso stemma su sfondo rosso con ricamature argentate e con la scritta "Comune di Caorso" contornata in argento.

### Onorificenze
Caorso è tra le città decorate al valor militare per la guerra di liberazione, insignita della medaglia di bronzo al valor militare per i sacrifici delle sue popolazioni e per l'attività nella lotta partigiana durante la seconda guerra mondiale:
accorsi numerosi nelle file partigiane per sostenere la dura e sanguinosa lotta. Numerose perdite, gli arresti, le deportazioni e gli incendi delle case, ma il popolo seppe affrontare con coraggio l'impari lotta riuscendo eroicamente a controbattere la barbarie nemica. Nobilissimo, generoso tributo di sacrificio e di sangue

## Monumenti e luoghi d'interesse

### Architetture religiose

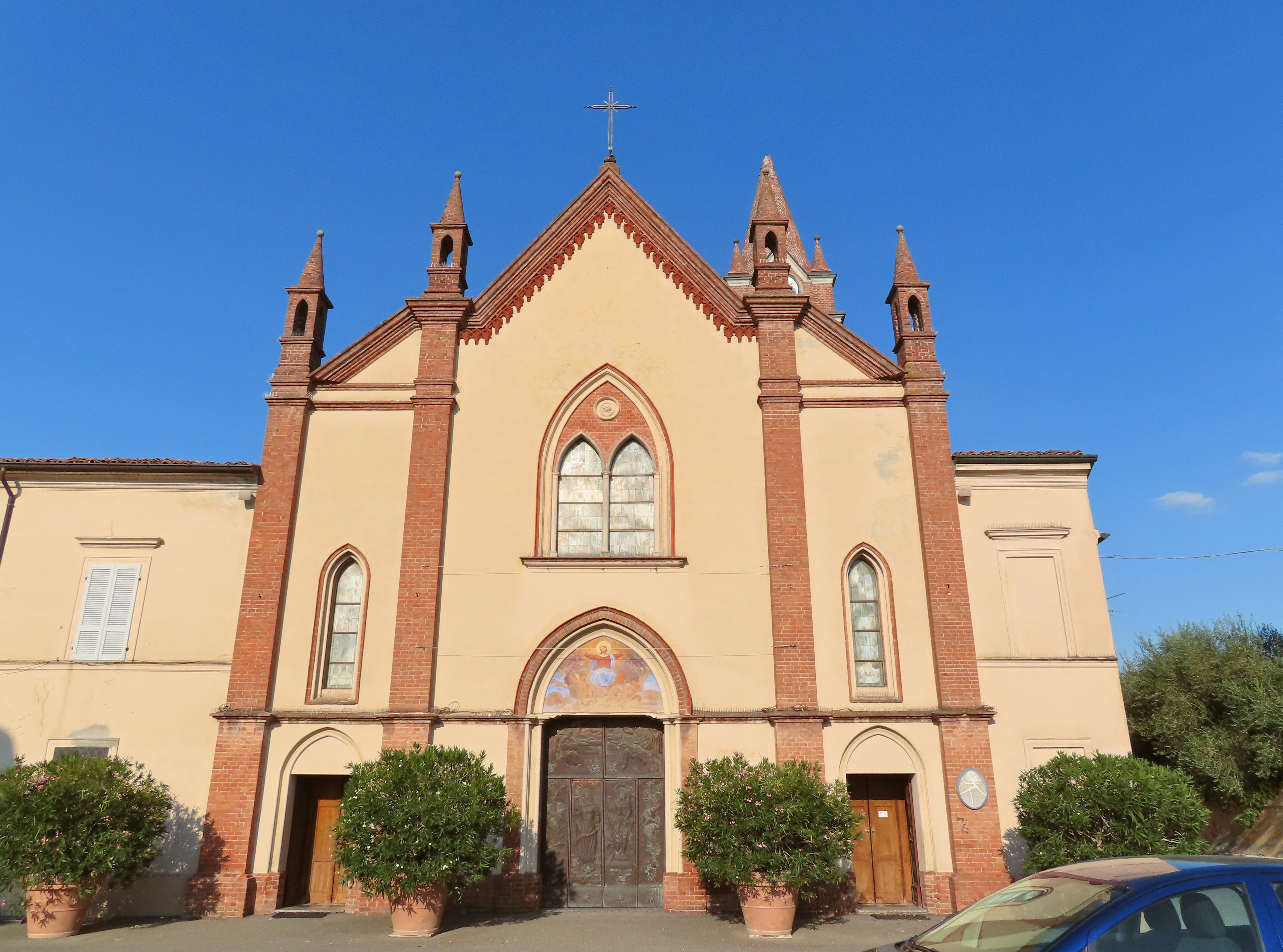
Chiesa di Santa Maria Assunta

- Chiesa di Santa Maria Assunta: Costruita nel XIV secolo in stile gotico lombardo in sostituzione di un precedente edificio originato a partire da una cappella edificata tra l'819 e l'820. Presenta una facciata a salienti tripartita da lesene, mentre l'interno è suddiviso in tre navate[14].
- Mistadelli: La religiosità popolare e rurale ha portato alla costruzione di cappelle votive. Tali monumenti, pur non presentando pregi artistici particolari, sono comunque indicativi della concezione religiosa del mondo agricolo basato principalmente su un rapporto di do ut des.

### Architetture militari

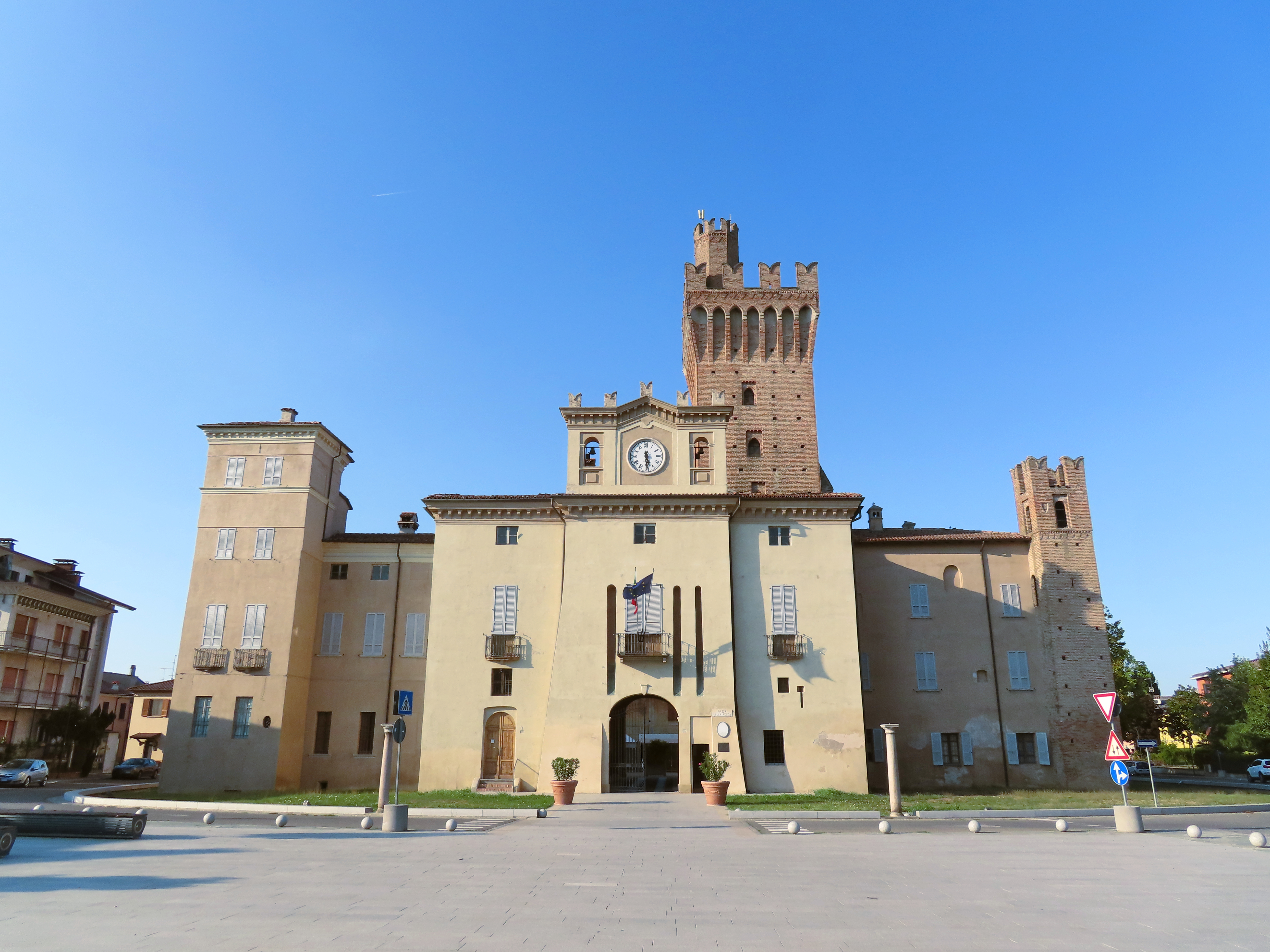
Rocca Mandelli

- Ca' Matta: Casa fortificata storicamente di proprietà della famiglia Landi di Mezzanone che alienò il suo possesso in seguito alla sua caduta in disgrazia nella seconda parte del Settecento. Divenuta di proprietà del patriota Francesco Gavardi, primo sindaco di Piacenza nel 1848, venne da lui messa a disposizione come ritrovo per incontri segreti. Dell'edificio originale rimane una torre riattata a colombaia posta sulla facciata principale[15].
- Castello di Colombarone: Edificio costruito dalla famiglia Mandelli, con funzioni difensive feudataria di Caorso, che ne mantenne la proprietà fino alla propria estinzione. Nelle vicinanze del tetto si notano le tracce della merlatura a coda di rondine, mentre a ovest si trova un'altra casa fortificata dotata di un porticato e di una torre, anch'essa di proprietà della famiglia Mandelli[16].
- Rocca Mandelli: complesso fortificato edificato ad opera del comune di Piacenza a partire dal 1205 con lo scopo di difendere la città dagli attacchi provenienti da Cremona, fu, in seguito, di proprietà delle famiglie Pallavicino e, dal 1385, Mandelli, dalla quale prende il nome e che ne rimase proprietaria fino all'estinzione, avvenuta nel 1827. Ceduta agli ospedali civili di Piacenza, venne acquistata dal comune di Caorso nel 1907 divenendone la sede. Il complesso è a pianta rettangolare con torri quadrate ai vertici. Sul fronte meridionale si trova l'ingresso, con torretta in laterizio dotata di torresino merlato[9].

### Aree naturali
- Oasi naturalistica De Pinedo: zona faunistica protetta condivisa con il comune di Monticelli d'Ongina situata nei pressi dell'omonima isola fluviale, in cui si possono trovare parecchie specie di uccelli acquatici, tra i quali l'airone rosso ed il falco di palude. La zona ha beneficiato di una scarsissima antropizzazione a causa della vicinanza con la centrale nucleare[17].

## Società

### Evoluzione demografica
Abitanti censiti

## Cultura

### Eventi
- Sagra della crostata e festa di primavera: manifestazione organizzata a fine maggio[19] dalla locale pro loco a partire dal 2007 che include stand gastronomici nella piazza antistante la rocca e un mercato con venditori ambulanti lungo la centrale via Roma[20].
- Sagra dell'anitra: festa che si tiene all'inizio di settembre[19] e che, come la sagra della crostata, è organizzata dalla pro loco caorsana e comprende iniziative di carattere gastronomico nonché un mercato con espositori ambulanti[21].
- Festa per il Po, la sua gente e la sua terra: organizzata nel mese di giugno e dedicata al fiume Po, la manifestazione include stand gastronomici e manifestazioni sportive tra cui una marcia e gare di pesca[22].
- Grande falò della Vecchia: manifestazione svolta il giorno dell'epifania nella piazza principale di Caorso che prevede di bruciare al rogo un pupazzo rappresentante una vecchia come auspicio di buon anno[23].

## Economia
Le aziende agricole a Caorso sono attive in prevalenza nel settore della zootecnia con prevalenza di coltivazioni foraggere, a cui si affianca la cipolla. A testimoniare l'importanza della coltura della cipolla sul territorio caorsano, nella frazione di Roncarolo ha sede il consorzio piacentino produttori cipolle. Complessivamente nel 2017 operavano sul territorio comunale 132 aziende del settore agricolo, per la maggior parte a conduzione famigliare, con una superficie agricola utilizzata totale di 2383 ha. Il numero degli impiegati nel settore, tuttavia è in costante calo, a causa della crescente meccanizzazione. Nel 2000 veniva coltivato a seminativo circa il 98% della SAU.
Il sistema produttivo comunale presenta una coesistenza di attività artigianali e industriali, tra cui sono presenti realtà operanti in mercati di interesse nazionale e internazionale. Al 2008 erano attive a Caorso 348 attività con un totale di 1 838 lavoratori occupati tra industria, settore edile, commercio e servizi. Le attività locali vedono in atto una tendenza alla diminuzione delle imprese a conduzione famigliare che viene compensata da un aumento delle imprese medio-grandi.
Sul confine tra il comune di Caorso e quello di Monticelli d'Ongina si trova un polo logistico, esteso in prevalenza in territorio monticellese.
La struttura commerciale locale presenta in maggioranza attività medio - piccole. I negozi al dettaglio sono in totale 72 per un totale di 5715 m² di superficie di vendita; il 92% delle attività è composto da esercizi di vicinato.

## Infrastrutture e trasporti

### Strade
Il territorio comunale è interessato dal passaggio dell'autostrada A21, con l'omonima uscita autostradale posta a servizio del capoluogo, dalla ex strada statale 10 Padana Inferiore e dalla ex strada statale 587 di Cortemaggiore, entrambe declassate a strade provinciali.
Attraversano il territorio caorsano anche le seguenti strade provinciali: la strada provinciale 20 di Polignano che conduce all'omonima frazione del confinante comune di San Pietro in Cerro, la strada provinciale 30 di Chiavenna che conduce a Chiavenna Landi, frazione del comune di Cortemaggiore e la strada provinciale 53 di Muradolo che conduce all'omonima frazione caorsana.

### Tranvie
Tra il 1882 e il 1935 Caorso fu servita dalla tranvia Piacenza-Cremona, sulla quale nel territorio caorsano erano poste le fermate di Fosadello, Muradolo, Caorso e Ceramiche Cremonesi, le ultime due poste entrambe nel capoluogo.

### Ferrovie
Il paese dispone di una stazione ferroviaria sulla linea Cremona-Piacenza; a partire dal dicembre 2013, la stazione, così come l'intera infrastruttura di cui fa parte, è priva di servizio passeggeri.

## Amministrazione
Di seguito è presentata una tabella relativa alle amministrazioni che si sono succedute in questo comune.
| Periodo          | Periodo           | Primo cittadino   | Partito                                   | Carica  | Note   |
| ---------------- | ----------------- | ----------------- | ----------------------------------------- | ------- | ------ |
| 27 maggio 1988   | 5 giugno 1990     | Daniele Nastrucci | Partito Comunista Italiano                | Sindaco | [ 34 ] |
| 5 giugno 1990    | 1º aprile 1993    | Carlo Ragazzi     | Democrazia Cristiana                      | Sindaco | [ 34 ] |
| 11 aprile 1993   | 1º settembre 1993 | Maurizio Giacobbi | Democrazia Cristiana                      | Sindaco | [ 34 ] |
| 7 settembre 1993 | 24 aprile 1995    | Fabrizio Passera  | Democrazia Cristiana                      | Sindaco | [ 34 ] |
| 24 aprile 1995   | 14 giugno 1999    | Fabrizio Passera  | Centro-destra e liste civiche             | Sindaco | [ 34 ] |
| 14 giugno 1999   | 14 giugno 2004    | Daniele Nastrucci | Lista civica                              | Sindaco | [ 34 ] |
| 14 giugno 2004   | 8 giugno 2009     | Fabio Callori     | Lista civica                              | Sindaco | [ 34 ] |
| 8 giugno 2009    | 26 maggio 2014    | Fabio Callori     | Lista civica                              | Sindaco | [ 34 ] |
| 26 maggio 2014   | 27 maggio 2019    | Roberta Battaglia | Lista civica Per Caorso                   | Sindaco | [ 34 ] |
| 27 maggio 2019   | 9 giugno 2024     | Roberta Battaglia | Lista civica Caorso con Battaglia sindaco | Sindaco | [ 34 ] |
| 9 giugno 2024    | in carica         | Roberta Battaglia | Lista civica Caorso con Battaglia sindaco | Sindaco | [ 34 ] |

### Altre informazioni amministrative
Dal 2014, anno di istituzione dell'ente, fino al suo scioglimento, avvenuto il 1º gennaio 2022, Caorso ha fatto parte dell'Unione Bassa Val d'Arda Fiume Po insieme ai comuni di Besenzone, Castelvetro Piacentino, Cortemaggiore, Monticelli d'Ongina, San Pietro in Cerro e Villanova sull'Arda.

## Sport

### Calcio
La principale squadra di calcio del comune è l'U.S. Caorso 1951 militante nella stagione 2024-2025 in Seconda Categoria, categoria nella quale è stato promosso al termine della stagione 2023-2024. La società, nata nel 1951, ha come colori sociali il bianco e l'azzurro.